# Porteurs-de-peau
Porteurs-de-peau (titre original : Skinwalkers) est le septième roman policier de Tony Hillerman paru en 1986. Après la trilogie Joe Leaphorn et la trilogie Jim Chee, Porteurs-de-peau décrit la première rencontre entre les deux policiers. Il sera suivi de Le Voleur de temps.

## Résumé
Lorsqu'un assaillant inconnu tente de tuer l'officier Jim Chee en tirant sur son mobile-home, et que trois autres personnes sont découvertes assassinées, dans différents lieux autour de la réserve navajo, Chee et le lieutenant Joe Leaphorn de la police tribale navajo ne trouvent que peu de mobiles ou d'indices, excepté de petits morceaux d'os trouvés dans les corps et dans les douilles utilisées lors du tir contre Chee. Ils les conduisent à conclure que les assaillants et les victimes étaient engagées dans de la sorcellerie navajo, dont les pratiquants sont appelés Porteurs de peau. Leaphorn, un Navajo rationaliste, rejette la sorcellerie qu'il considère comme une superstition haineuse qui n'a pas de place dans la mythologie navajo, mais Chee, un yataalii ou homme-médecine, ne peut l'écarter d'un revers de main. Résoudre l'affaire leur demandera de trouver un équilibre entre les croyances navajos et le raisonnement inductif occidental, et de risquer leur vie sur les traces d'un tueur avant qu'il ne mette la main sur eux le premier.

## Personnages principaux
Joe Leaphorn est un officier d'âge mûr respecté, doté d'une intelligence et d'un esprit d'analyse exceptionnels, mais de peu de tolérance envers les superstitions, ce qu'il essaie d'équilibrer quand les traditions navajos s'entremêlent à son travail et à sa vie personnelle.
Diplômé de l'université d'Arizona, il est resté dans la réserve pour faire plaisir à sa femme Emma, elle aussi passée par l'université mais cependant une Navajo traditionaliste, qui meurt de la maladie d'Alzheimer et n'a pas foi dans la médecine occidentale.
Jim Chee est un jeune policier idéaliste récemment diplômé, enraciné dans la mythologie navajo, il vit dans un mobile-home miteux et officie comme yataalii, ou homme-médecine. Il est amoureux de Mary Landon, une femme blanche du Wisconsin qui enseigne dans la réserve, mais leur relation ne fonctionne pas : il ne veut pas quitter la réserve et elle ne peut s'adapter à la pauvreté de Chee et à son identité tribale.

## Prix et distinctions
- Prix Anthony 1988 du meilleur roman[1]

## Adaptation
- 2002 : Skinwalkers, téléfilm américain réalisé par Chris Eyre, avec Wes Studi dans le rôle de Joe Leaphorn, Adam Beach dans celui de Jim Chee. Le téléfilm est produit par Robert Redford et passe sur la chaîne PBS.